# إلمار كلوس
إلمار كلوس، (بالإنجليزية: Elmar Klos)‏ مخرج سينمائي من أصول تشيكسلوفاكية، ولد بمدينة برنو (الآن مدينة تشيكية) 26 يناير 1910 وتوفي في براغ 31 يوليو 1993م، له العديد من الأفلام السينمائية، شارك بإخراج العديد منها رفقة المخرج جون كدار (بالإنجليزية: Jan Kadar)‏، حيث فاز معه بجائزة الأوسكار لأفضل فلم أجنبي عام 
1965م، عن فلم المتجر الكائن بالشارع الرئيسي (بالإنجليزية: The Shop on Main Street)‏، كما فاز بجائزة الذهبي التي ينظمها مهرجان موسكو السينمائي الدولي عن فلم أخرجه عام 1963م.

## روابط خارجية
- إلمار كلوس على موقع IMDb (الإنجليزية)
- إلمار كلوس على موقع ألو سيني (الفرنسية)
- إلمار كلوس على موقع تيرنر كلاسيك موفيز (الإنجليزية)
- إلمار كلوس على موقع أول موفي (الإنجليزية)
- إلمار كلوس على موقع قاعدة بيانات الأفلام السويدية (السويدية)
- إلمار كلوس على موقع قاعدة بيانات الفيلم (الإنجليزية)
- إلمار كلوس على موقع كينوبويسك (الروسية)